# Pieter Deddens
Pieter Deddens (Haarlemmermeer, 13 januari 1891 – Kampen, 6 februari 1958) was een Nederlandse predikant en theoloog. Eerst van de Gereformeerde Kerken in Nederland, later van de Gereformeerde Kerken vrijgemaakt, voor welke hij hoogleraar was.

## Levensloop
Deddens volgde de ulo en het Amsterdams Gereformeerd Gymnasium, waarna hij enige tijd voor onderwijzer leerde om vervolgens in 1915 over te stappen naar de gereformeerde Theologische Hogeschool te Kampen. Hij behaalde in 1920 zijn kandidaats en oefende vanaf dat jaar tot 1945 in de provincies Zuid-Holland en Groningen het predikantschap uit. Gedurende de Tweede Wereldoorlog zat hij enkele maanden vast in Kamp Amersfoort.
In 1944 vond een scheuring plaats in de Gereformeerde Kerken in Nederland, de Vrijmaking. Deddens raakte hierin ook betrokken en ging mee met de 'Vrijgemaakten'. Het jaar daarop werd hij benoemd door de vrijgemaakte generale synode tot hoogleraar kerkgeschiedenis, symboliek (kennis van de belijdenisgeschriften) en kerkrecht aan de pas opgerichte Theologische Hogeschool te Kampen, de gereformeerd-vrijgemaakte voortzetting van de - vanwege de Vrijmaking - opgesplitste gereformeerde Theologische Hogeschool in Kampen. Vanaf 12 december 1945 tot aan zijn overlijden in 1958 was Deddens aan deze universiteit verbonden. Ook zat hij een tijdlang in de redactie van het gereformeerd-vrijgemaakte tijdschrift De Reformatie.
Nadat de Vrijmaking had plaatsgevonden, was er een juridische strijd uitgebroken over wie er recht had op de kerkelijke bezittingen. Het is vooral aan de schriftelijke toelichtingen van Deddens te danken dat de rechter in een groot aantal gevallen in het voordeel van de Gereformeerde Kerken vrijgemaakt beschikte.
Als gevolg van een hartaanval overleed Pieter Deddens op 67-jarige leeftijd.

## Standplaatsen als predikant
- 1920-1923: Brielle en Tinte
- 1923-1934: Rijswijk
- 1934-1945: Groningen

## Werk
- Eerste- en tweedehands gezag: bijdrage tot de kennis der jongste kerkelijke procedure, samen met Klaas Schilder, 1946
- De schriftuurlijke beginselen van het kerkrecht, inleiding door Pieter Deddens, 1946

## Familie
Pieter Deddens is de vader van de vrijgemaakte predikanten Detmer (1923-2009), Karel (1924-2005) en Pieter jr. (1927-2022). Detmer was ook hoogleraar kerkgeschiedenis aan de vrijgemaakte Theologische Hogeschool, Karel was hoogleraar aan een gereformeerde zusteruniversiteit in Canada en is zendeling geweest.
- Biografisch Portaal: 20176510
- Digitale Bibliotheek voor de Nederlandse Letteren: dedd001
- Gemeinsame Normdatei: 1218701099
- International Standard Name Identifier: 0000 0003 9006 6144
- Nederlandse Thesaurus van Auteursnamen: 088020223
- Virtual International Authority File: 283620848
- WorldCat: E39PBJpDRPKYBXmx4KGk3Dbjmd